# Repérage (cinéma)
 (mars 2010).
Si vous disposez d'ouvrages ou d'articles de référence ou si vous connaissez des sites web de qualité traitant du thème abordé ici, merci de compléter l'article en donnant les références utiles à sa vérifiabilité et en les liant à la section « Notes et références ».
Ne pas confondre avec le terme de repère, utilisé pour le montage.

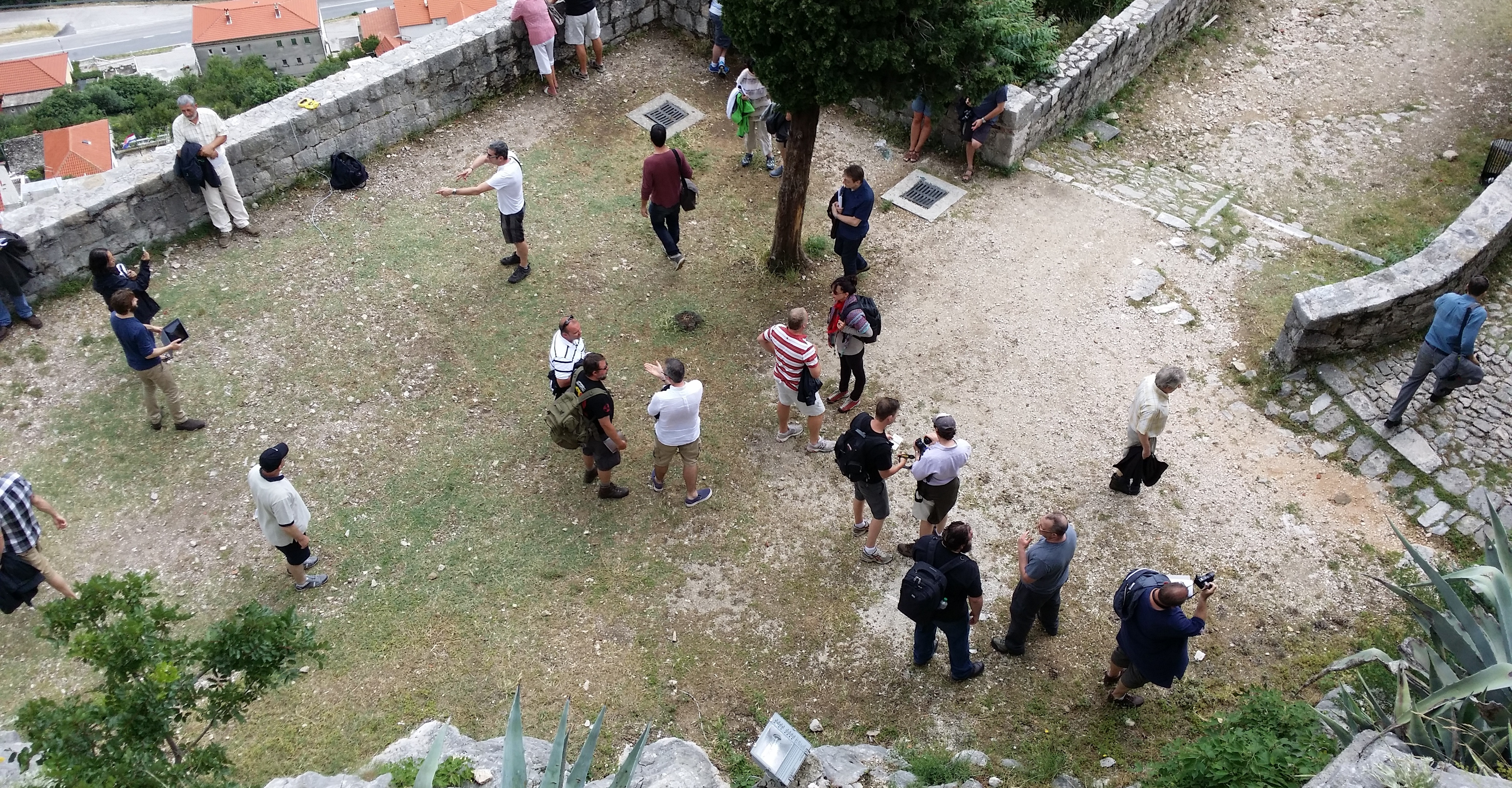
La production de Game of Thrones en repérage à la Forteresse de Klis, Croatie.

Au cinéma ou à la télévision, le repérage est l'étape de la préproduction qui consiste à trouver un lieu de tournage adéquat pour des scènes nécessitant d'être tournées en extérieur ou en intérieur en dehors des studios. Ces décors sont dits « naturels » car ce ne sont pas des décors reconstitués. Cette recherche peut être effectuée par le réalisateur, par ses assistants, ou par des membres de l'équipe de production. Depuis les années 1990, le recours à des techniciens spécialisés dans la recherche de décor se développe fortement. Ces techniciens s'appellent des « repéreurs ». Ils cherchent et trouvent les décors correspondant aux impératifs de mise en scène, s'assurent de la faisabilité technique et pratique du tournage. Ils présentent ensuite les clichés du décor au réalisateur en vue de leur validation définitive.

Les premières agences et plateformes pour le repérage de lieux de tournage ont également vu le jour dans les années 1990 afin de répondre au besoin grandissant des sociétés de production. Sur ces plateformes, le professionnel du cinéma et de l'audiovisuel retrouve des décors naturels de tous types, et cherche directement en ligne.

## Procédé
Ce sont généralement les responsables des repérages qui sont envoyés dans différents lieux pour en faire des photos et en rendre, sur des schémas plus ou moins grossiers, une topographie. Sur ces schémas doivent figurer les points cardinaux afin de déterminer comment le soleil éclaire les lieux, selon les différentes heures de la journée. Ce point est crucial pour le directeur de la photographie et les techniciens d'éclairage, mais aussi pour des questions de raccord. Les responsables des repérages doivent également indiquer si l'endroit est bruyant (passage de voitures, d'avions, etc.) et tout ce qui peut être utile à l'équipe technique. Ils se chargent, notamment, d'obtenir les autorisations de tournage.